# 鈴木祐貴
鈴木 祐貴（すずき ゆうき、1997年5月29日 - ）は、日本の元男子バレーボール選手。

## 来歴
秋田県北秋田市出身。身長が高くて誘われたのをきっかけにバレーボールを始める。
2013年、雄物川高等学校に進学。
2015年、日本代表登録メンバーに選出される。
2016年、東海大学に進学。2017年にも日本代表登録メンバーに選出される。
2019/20シーズン、V.LEAGUE DIVISION1 MEN（V1男子）に所属するパナソニックパンサーズの内定選手となった。しかし、大学時代からの怪我もあり、手術をしてのリハビリ生活が続く。
2020年、大学卒業後に、パナソニックパンサーズに入団した。
2020/21シーズン、V1男子の試合にアウトサイドヒッターとして出場しVリーグデビューを果たした。
2021/22シーズンより、ブロック力を活かすためにミドルブロッカーに専念した。
2023年、2022/23シーズン終了をもって現役を引退した。

## 球歴
- 日本代表（2015年、2017年）

## 所属チーム
- 鷹巣中学校
- 雄物川高等学校（2013-2016年）
- 東海大学（2016-2020年）
- パナソニックパンサーズ（2020-2023年）